# Meniscomorpha michiganensis
Meniscomorpha michiganensis là một loài tò vò trong họ Ichneumonidae.